# 大埔浸信會
大埔浸信會（英語：Tai Po Baptist Church，簡稱TPBC或埔浸）是香港浸信會聯會成員教會之一及大埔區最大的教會之一。堂址位於香港新界大埔墟鄉事會坊32-38號，創立於1953年。堂主任是李淑儀博士。此教會現有十個崇拜（六個成人崇拜及四個兒童或少年崇拜），現崇拜聚會人數達一千八百人。

## 歷史
大埔浸信會於1953年2月22日由九龍城浸信會在大埔廣福道五十六號開設的基址，以迎合當地的人口因中國政權易手後而驟增；得到宣教士畢路得姑娘及梅國芳牧師的協助，並聘請彭學騰先生為主任傳道，展開各項福音事工，初期聚會人數祇得三數十人。
翌年經三次浸禮，受浸者達二十五人，得救人數逐年遞增。1956年七月組成籌建新堂委員會，新堂旋於1958年12月26日在安富道地段落成啟用；首期建築雖屬副堂部份，而樓高三層，地下和二樓可供崇拜和辦公室及團契等用途，三樓則作宿舍之用；翌年並開辦幼稚園，藉以向學生家長傳揚福音，拓展事工。
後因地方度不敷應用，於1970年購得鄉事會坊一地段（即現址），三年後落成並開始聚會至今。
自立會之後，大埔浸信會於1962年12月接受聯會邀請為上水基址之母會，直至1980年11月上水基址成立教會；1991年1月沙田廣林福音堂開基，直至1996年1月成立教會；1992年1月富亨福音堂開始成立，富亨英語福音堂於1994年1月建基；運頭塘福音堂於1995年1月建基；天水圍天澤福音堂亦於2003年1月成立。
大埔浸信會及各基址除在福音事工上積極傳揚外，均附設幼稚園（英語福音堂除外），藉此教會及基址可向學生家長傳揚福音。
此外，大埔浸信會歷年曾多次與台北景美浸信會合作佈道，除兩地交流外，並曾聯合前往馬來西亞及外蒙古作短期宣教。1987年支持會友梅廣文博士在星加坡神學院的事奉以及在1996年差派黃振潮牧師往外地宣教，以上兩項均為持續計劃。時至今天，此教會每年的短宣均到中國大陸（如深圳、寶安、惠州、河南、四川）、東馬來西亞和泰北等地方。
1998年6月與大埔區數間教會合作成立大埔區院牧事工委員會，於大埔醫院開設院牧事工服務大埔區居民，使他們認識基督，也多接觸醫院各員工及本區居民，關懷社區。
2013年4月20日，大埔浸信會為擴堂舉行籌款晚宴，以邀請尼克·武伊契奇出席晚宴作招徠，晚宴入場費由一萬元一席起，最貴一萬元一位。教會方面甫展開宣傳，隨即惹外界質疑將尼克·武伊契奇變成「搖錢樹」，尼克·武伊契奇獲悉事件後決定取消出席該晚宴。朱活平牧師最終在4月24日發出公開信，承認將佈道活動和擴堂籌款連結一起並不適當，使聚會性質和焦點混淆，另外以$10,000價錢與Nick同席之法，是欠缺周詳的考慮，為此深切反省及向大家衷心致歉。

## 部門
| - 長者部 - 成青部 - 婦女部 - 少年部 - 嬰幼部 - 幼童部 - 兒童部 - 差傳中心 - 康體部 - 佈道部 - 栽培部 - 關顧部 - 信徒裝備中心 | - 圖書部 - 文字部 - 崇拜事務部 - 兒少聖樂部 - 成年聖樂部 - 靈修部 - 資訊部 - 財務部 - 總務部 - 核數部 |

## 附屬機構
- 富亨浸信會
- 大埔國際浸信會（页面存档备份，存于） (Tai Po International Baptist Church)
- 天澤福音堂
- 大埔浸信會幼稚園（页面存档备份，存于）
- 大埔浸信會幼稚園運頭塘分校（页面存档备份，存于）
- 富亨浸信會呂郭碧鳳幼稚園（页面存档备份，存于）
- 大埔浸信會幼稚園天澤村分校（页面存档备份，存于）
- 欣悅天地（页面存档备份，存于）
- 大埔浸信會公立學校（页面存档备份，存于）
- 大埔浸信會信徒裝備中心
- 大埔浸信會差傳中心
- 大埔浸信會澳門福音堂[6]

## 浸信會的信仰
「一主，一信，一浸，一神，就是眾人的父，超乎眾人之上，貫乎眾人之中，也住在眾人之內。我們各人蒙恩，都是照基督所量給各人的恩賜。」  （弗4:5）
浸信會是一個具活潑信仰的群體，其信仰是根植於獨一真神，就是那位藉耶穌基督自我彰顯，又以聖經啟示的神。以下信息，部份與其他宗派沒有差別，部份則突顯浸信會的獨特立場。
1. 終極權威：神乃至高的權威，但藉耶穌基督的啟示而彰顯，此外，聖經乃信仰和實踐的基本根據。
2. 信而受浸：信而受浸是浸信會最鮮明的一種信念。浸禮的儀式反映出基督徒的生命有份於基督的生死和復活，是向舊生命死而向新生命活，為此，浸信會堅持只有信者才可受浸，而浸禮的方式乃全身浸入水中。
3. 重生會籍：浸信會堅信教會是由一些蒙召和對基督完全信賴的人組成，因此，凡作會友的必須清楚顯示他們對基督的信心和經歷，而教會生活建基於神與人所交的契約，並致力順服基督和服務人群。
4. 祭司職份：在教會內，所有信徒都擁有平等的權利與責任，每位信徒不單要服侍其他會友，也應讓其他會友享有同等權利與責任去處理教會事務。
5. 教會自主：浸信會堅信一間正確地設立的地方教會，是有足夠能力自主地敬拜和事奉基督，毋需再行尋覓任何權威的依據，因基督乃權威的唯一根源。但每間獨立的教會應聯絡其他浸信會組成聯會，以証明他們在基督裡的合一。
6. 政教分離：浸信會信徒一直持守「政府和教會分離」的原則，認為基督的教會理應有順服基督的自由，以致能決定自己事務，尋索自己路向，而不受外來干擾。[7]

## 外部連結
- 大埔浸信會（页面存档备份，存于）
- 香港浸聯會網頁